# ワントゥーテン
株式会社ワントゥーテン（英: 1-10,Inc.）は、XRとAIに強みを持つ日本のデジタルテクノロジー企業。
京都・東京・シンガポール・上海を拠点とし、空間DXを軸に、空間演出/エンターテイメント事業、ロボット/AI事業、IoT/商品プロトタイプ事業、広告クリエイティブ事業を展開する主要事業会社と関連会社及び海外法人の4つの企業で構成されているカンパニーグループ。
2018年1月に株式会社ワントゥーテンホールディングスから、社名変更を行い、株式会社ワントゥーテンとなる。

## 沿革
- 1997年10月　澤邊芳明が京都市中京区にてワントゥーテンデザインを創業
- 2001年4月　ワントゥーテンデザインを法人化
- 2009年7月　株式会社ワントゥーテンホールディングス設立
- 2011年3月　京都本社を京都市下京区のCOCON KARASUMAに移転
- 2012年12月　シンガポールに1-10HOLDINGS INTL PTE. LTD.設立
- 2013年4月　中国に翼狮(上海) 营销策划有限公司（1-10HOLDINGS Shanghai）設立
- 2015年1月　株式会社ワントゥーテンドライブ設立
- 2015年9月　株式会社ワントゥーテンロボティクス設立[2]
- 2016年10月　株式会社ワントゥーテンイマジン設立
- 2016年10月28日　株式会社ジャフコの運営するファンドを引受先とする約4億5,000万円の第三者割当増資を実施[3]
- 2017年1月　東京支社を品川区のスフィアタワー天王洲に移転
- 2018年1月　株式会社ワントゥーテンに社名変更
- 2018年10月　ワントゥーテンデザイン、ワントゥーテンドライブ、ワントゥーテンロボティクスを吸収合併。梅田亮が取締役副社長に就任

## 概要
1997年に、澤邊芳明が大学在学中にWebサイト制作とWebシステム開発を開始したことが事業の始まり。デジタル広告制作会社として成長を続けたが、ソフトバンクの人型ロボットPepperの言語エンジン開発参入
をきっかけに、AIおよびXR（AR/VR/MR）を持つデジタルテクノロジーベンチャーとして事業を拡大している。
XRやプロジェクションマッピングによる映像演出を中心に、これまでに歌舞伎座での市川海老蔵 (11代目)主演の舞台におけるプロジェクションマッピング
、バンダイナムコとドラゴンクエストVRやオリジナルのAR/VRコンテンツなどの開発も行なっている。ドバイ万博日本館のデジタル演出や大阪・関西万博デデザインシステム、シンガポール政府機関との常設の大型プロジェクションマッピングMagical ShoresやSensory Scape Imageniteなど、パビリオンや体験型店舗、都市開発における体験設計など数多くのプロジェクトを手がける。
保有しているテクノロジーおよびコンテンツ
人体3Dスキャンシステム｢ANATOMe™(アナトミー)｣ 4台以上のカメラを使った人体3Dアバター生成に関する特許を所有(特許第6348623号)
パラスポーツエンターテイメント｢サイバーウィル/サイバーボッチャ｣
ジャパネスクプロジェクト「夜会/縁日/出島」
QURIOS デジタルツイン/生成AIエージェント
Fandomgo ファンコミュニティコマース
1→10(ワントゥーテン)の社名の意味
アイデアとクリエイティビティであらゆるものをアップデートするという意味を込めている。

## 加盟団体（グループ全体）
- 新経済連盟
- 一般社団法人日本広告業協会（JAAA）
- 全日本シーエム放送連盟（ACC）
- 公益社団法人 日本アドバタイザーズ協会 Web広告研究会
- 超人スポーツ協会
- CiP協議会
- 身体性メディアコンソーシアム
- 熱意ある地方創生ベンチャー連合
- 京都商工会議所